# توماس جاك (لاعب كريكت)
توماس جاك (19 فبراير 1905 - 23 فبراير 1995) (بالإنجليزية: Thomas Jacques)‏ هو لاعب كريكت بريطاني (وحمل سابقاً جنسية المملكة المتحدة لبريطانيا العظمى وأيرلندا).